# Edenbergaån
Edenbergaån är en å i Laholms kommun, Sverige. Vattendraget är ett biflöde till Smedjeån och ingår därigenom i Lagans avrinningsområde.

## Sträckning
Vattendragets källor ligger på ungefär 115 meter över havet i kommunens östra del. Området består där mest av skog (totalt drygt 20 % av avrinningsområdet) som ersätts av åker (65 %) i takt med att vattendraget rinner västerut. Området är mycket sjöfattigt. Vattenföringen är högst på vintern och lägst på sommaren. För bevattning använder använder verksamheter i området vatten som pumpas från Lagan, därför blir flödet framförallt vid torra somrar högre än vad de skulle vara utan mänsklig påverkan. Edenbergaån har dikats i relativt liten omfattning.

## Berggrund, natur och miljöpåverkan
Berggrunden består främst av gnejs. Högsta kustlinjen ligger i området ungefär 65 meter över havet. Delarna ovan (i de östra delarna av avrinningsområdet) består främst av morän, medan de under (i väster) främst består av grovmo och sand. Allra längst i väst finns ett mindre område med lera.
Den stora mängden jordbruk tillsammans med enskilda avlopp gör det hårt belastat vad gäller fosfor och kväve. Tillförseln uppskattas till 195 ton kväve och 3,4 ton fosfor. Vattendraget är viktig för lax och havsöring. Vattendragets bottenfauna har inte undersökts systematiskt. Det finns inget skyddat område (som t.ex. naturreservat) i avrinningsområdet.

## Mänsklig användning
Totalt bor närmare 2 000 personer i avrinningsområdet. De bor främst i orterna Vallberga och Edenberga som ligger längs vattendrag.